# Charles François Woirhaye
Charles François Woirhaye (1798-1878) est un avocat lorrain. Il fut député de la Moselle de 1848 à 1849.

## Biographie
Charles François Woirhaye naît le 31 mai 1798 à Metz, en Moselle. 
Républicain convaincu, Charles François Woirhaye fut cofondateur du journal d'opposition Le Courrier de la Moselle. Nommé avocat général près la cour de Metz en mai 1830, il fut révoqué en 1831. Il fut nommé procureur général de la Moselle en mars 1848, puis élu député de la Moselle du 23 avril 1848 au 26 mai 1849. C'était un partisan inconditionnel du général Cavaignac, qui vota l'expulsion  de la famille d'Orléans, prit position contre l'abolition de la peine de mort et contre la ratification de la constitution par le peuple. Charles François Woirhaye se rallia à Napoléon III, et devint président de chambre à la Cour de Metz (25 août 1849), puis premier président (8 juillet 1856), enfin conseiller à la Cour de cassation (22 novembre 1862). Il permit en 1866 au jeune Jules Lagneau de poursuivre ses études au Lycée de Metz.
Charles François Woirhaye décéda après l'annexion de sa ville natale, à Nancy, le 11 janvier 1878.

## Mandats
- 23/04/1848 - 26/05/1849  : Moselle - Cavaignac[1].

## Décorations
- Officier de la Légion d'honneur (1860)[2]

## Publications
- Études sur les origines nationales (1857)
- Introduction à des études sur l'histoire universelle (1868)

## Sources
- Ressources relatives à la vie publique :   - base Léonore
  - Base Sycomore
- « Charles François Woirhaye », dans Adolphe Robert et Gaston Cougny, Dictionnaire des parlementaires français, Edgar Bourloton, 1889-1891 [détail de l’édition]